# Sven Friedrich (Theaterwissenschaftler)
Sven Friedrich (* 5. April 1963 in Göttingen) ist ein deutscher Theaterwissenschaftler und Museumsdirektor.

## Werdegang
Aufgewachsen in Halstenbek bei Hamburg studierte Sven Friedrich nach dem Abitur am Wolfgang-Borchert-Gymnasium und einer Ausbildung zum Bankkaufmann bei der Deutsche Bank AG Hamburg Theaterwissenschaft, Neuere deutsche Literaturwissenschaft und Kommunikationswissenschaft an der Ludwig-Maximilians-Universität München. Sein Studium schloss er 1990 mit dem Magister artium ab und wurde 1994 zum Dr. phil. promoviert.
Friedrich leitet in Bayreuth das Richard-Wagner-Museum mit Nationalarchiv und Forschungsstätte der Richard-Wagner-Stiftung, das Franz-Liszt-Museum (als Gründungsdirektor), das Jean-Paul-Museum und ist Vizepräsident der Jean-Paul-Gesellschaft.
Neben der Publikation von Büchern, Aufsätzen und Hörbüchern sowie Vortragstätigkeiten vor allem zu Richard Wagners Leben, Werk und Wirkungsgeschichte ist er Mit- und Gründungsherausgeber der seit 2005 erscheinenden Zeitschrift wagnerspectrum und der Reihe „Wagner in der Diskussion“ bei Königshausen & Neumann (Würzburg). Er war Lehrbeauftragter der Universitäten Bayreuth, Regensburg und Mainz. Seit 2011 ist er Referent der offiziellen Inszenierungseinführungen zu den Produktionen der Bayreuther Festspiele, die am Vormittag jedes Aufführungstages im Festspielhaus stattfinden.

## Publikationen (Auswahl)
- Das auratische Kunstwerk. Zur Ästhetik von Richard Wagners Musiktheater-Utopie (Dissertation, Tübingen 1996), ISBN 978-3-11-094244-6
- Richard Wagner – Deutung und Wirkung (Würzburg 2004), ISBN 978-3-8260-2851-9
- Richard Wagner – Werke, Schriften und Briefe, CD-ROM Digitale Bibliothek Bd. 107 (Berlin 2004), ISBN 3-89853-207-0
- Richard Wagners Opern. Ein musikalischer Werkführer (München 2012), ISBN 978-3-406-63305-8
- Richard Wagner im Spiegel seiner Zeit (Frankfurt 2013), ISBN 978-3-596-90519-5